# ジョン・ドビー・ケネディ

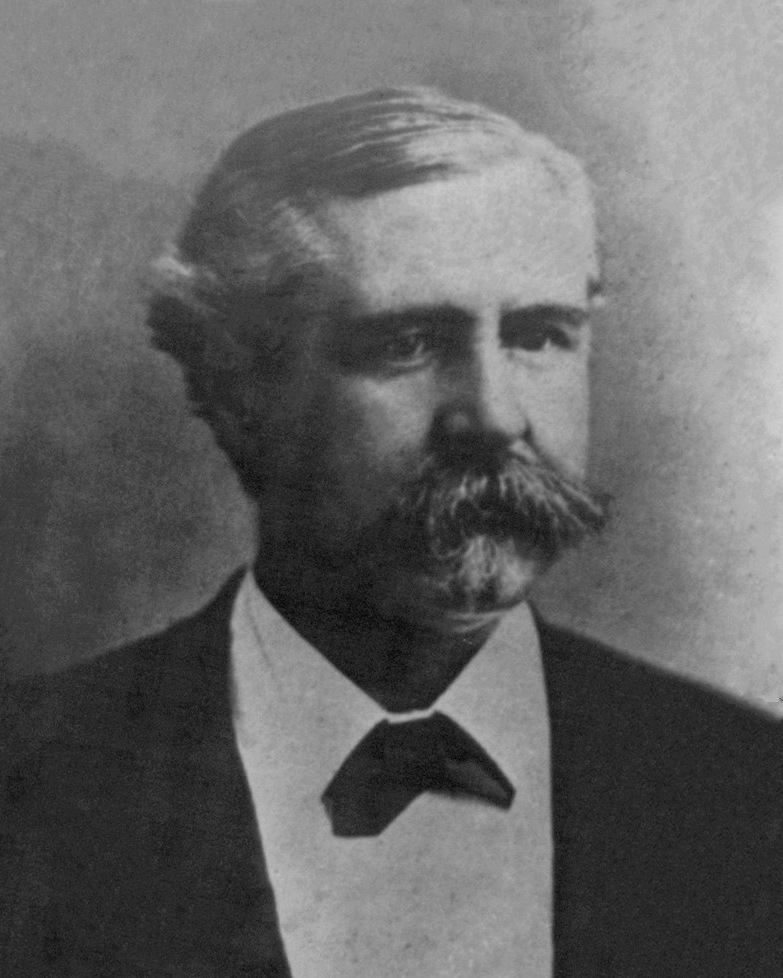
ジョン・ドビー・ケネディ

ジョン・ドビー・ケネディ（John Doby Kennedy, 1840年1月5日 - 1896年4月14日）は、アメリカ合衆国の軍人、弁護士、政治家。南北戦争ではアメリカ連合国陸軍の将軍として戦い、戦後はサウスカロライナ州で副知事を務めた。

## 生い立ちと初期の経歴
1840年1月5日、ケネディはサウスカロライナ州カムデンにおいて誕生した。父親のアンソニー・マクミラン・ケネディ (Anthony MacMillan Kennedy, 1817-????) はスコットランド出身の移民であり、1830年にサウスカロライナ州カーショー郡に移住した。母親のサラ・アン・ベルトン・ドビー (Sarah Ann Belton Doby, 1827-1873) はカムデン出身であった。
ケネディはカムデンの民兵隊に中尉として所属し、1855年から1857年までサウスカロライナ大学で学んだ。ケネディは法律を学び、1861年1月に弁護士として認可を受けた。ケネディは弁護士業を開業する予定であったが、南北戦争の勃発とサウスカロライナ州の連邦離脱により、その計画は先送りとなった。

## 南北戦争
ケネディは1861年4月にアメリカ連合国陸軍に参加した。ケネディはサウスカロライナ第2歩兵中隊で大佐となった。ケネディはカムデン出身の友人であったジョセフ・ブレヴァード・カーショー大佐の下についた。ケネディにとっての最初の戦闘は、第一次ブルランの戦いであった。ケネディはその戦いの途中、ミニエー弾を被弾して重傷を負った。ケネディは半年ほどで回復し、大佐に昇進した。
1862年6月、ケネディは半島戦役において連隊の指揮をとった。最初の指揮はバージニア州リッチモンド近郊9マイルの路上での小戦闘であった。続いてケネディはサベイジ駅の戦いに参加したが、戦闘後に高熱に襲われ、その後数週間にわたって身動きをとることができなくなった。体調回復後、ケネディは連隊とともにメリーランド戦役に加わった。ケネディはハーパーズ・フェリーの戦いでストーンウォール・ジャクソンの軍に加わった。続いてケネディは、シャープスバーグの戦いでジョセフ・ブレヴァード・カーショー准将の旅団とともに北軍に対する反撃作戦を行った。ケネディは北軍の第2軍団の一部と戦うことになったが、最初の突撃で苦戦し、負傷した。ケネディは足の甲の骨を折り、アキレス腱を痛めた。ケネディは間もなく回復し、再び現場に復帰した。ケネディはハウエル・コブ准将の補佐として、サウスカロライナ第2歩兵中隊と第8歩兵中隊を指揮した。
1863年、ケネディはチャンセラーズヴィルの戦いとゲティスバーグの戦いで、効果的に連隊を統率した。1864年、ケネディはバレー戦役からピーターズバーグ包囲戦にかけてを、ジョセフ・ブレヴァード・カーショー准将とともに戦った。1864年12月、ケネディは戦時臨時階級としての准将に昇進した。ケネディはラファイエット・マクローズの師団に割り当てられ、旅団の指揮を担当した。ケネディはカロライナ戦役に参加し、ベントンビルの戦いなどで北軍のウィリアム・シャーマン将軍と戦った。そして1865年4月、ケネディはノースカロライナ州グリーンズボロにおいてジョセフ・ジョンストンの軍隊と共に降伏した。ケネディは南北戦争中、15回の銃撃を受け、体の6箇所に傷を残した。

## 政治活動
南北戦争終戦後、ケネディは農園業に従事した。ケネディは農園業を1877年まで続けた。ケネディはカムデンにおけるフリーメイソンの活発なメンバーとして評判を獲得した。ケネディは1865年に民主党からサウスカロライナ州下院議員に選出されたが、要求された宣誓を「厳格である」として拒否し、着任しなかった。1878年、ケネディは再び民主党から州下院議員に選出され、着任した。1880年、ケネディは州副知事に選出された。ケネディは1882年に州知事を目指したが、民主党大会においてヒュー・スミス・トンプソンに敗れた。
ケネディは1881年から1883年までサウスカロライナ州フリーメイソンのグランドマスターを務めた。1884年、ケネディはサウスカロライナ州代表の大統領選挙人となり、民主党への投票を行った。1886年、グロバー・クリーブランド大統領はケネディを清の上海総領事に任命した。ケネディは1889年に帰国し、カムデンで弁護士業を再開した。
1896年4月14日、ケネディはカムデンにおいて脳梗塞で死去した。ケネディの遺体はカムデン市内のクエーカー墓地に埋葬された。

## 家族
1857年10月28日、ケネディは地元カムデン出身の女性エリザベス・カニングハム (Elizabeth Canningham, 1842-1876) と結婚した。2人の間には7人の子供が生まれた。
1. アニー・カニングハム・ケネディ (Annie Cunningham Kennedy)
2. エリザベス・マクミラン・ケネディ (Elizabeth MacMillian Kennedy)
3. マーガレット・ドビー・ケネディ (Margaret Doby Kennedy)
4. アルフレッド・エドワード・ケネディ (Alfred Edward Kennedy)
5. ジョセフィン・エスター・ケネディ (Josephine Ester Kennedy)
6. エリザベス・A・ケネディ (Elizabeth A. Kennedy)
7. サラ・ドビー・ケネディ (Sarah Doby Kennedy)